# Jamal Mayers
Pour les articles homonymes, voir Mayers.
Jamal David Mayers (né le 24 octobre 1974 à Toronto, dans la province de l'Ontario au Canada) est un joueur professionnel canadien de hockey sur glace.

## Carrière de joueur
Après son stage universitaire, il commença sa carrière professionnelle avec le club-école des Blues de Saint-Louis, les IceCats de Worcester de la Ligue américaine de hockey. Il lui faudra quelques saisons avant de pouvoir être considéré comme un membre permanent des Blues. Il s'y aligna jusqu'au terme de la saison 2007-2008.
Durant le lockout de la Ligue nationale de hockey lors de la saison 2004-2005, il commença la saison avec un club suédois puis termina la saison avec les River Otters du Missouri dans la United Hockey League.
Au niveau international, il représenta son pays, le Canada, à trois reprises lors de Championnat du monde.
Jouant avec les Maple Leafs de Toronto en 2008-2009, il est échangé par ces derniers la saison suivante aux Flames de Calgary. Il termine la saison avec ceux-ci avant de rejoindre en tant qu'agent libre les Sharks de San José le 4 août 2010. L'année suivante, il rejoint les Blackhawks de Chicago. Il remporte la Coupe Stanley avec ces derniers en 2013.
Le 13 décembre 2013, il annonce sa retraite en tant que joueur de hockey.

## Statistiques
Pour les significations des abréviations, voir Statistiques du hockey sur glace.

### En club
| Saison     | Équipe                      | Ligue       |     | Saison régulière | Saison régulière | Saison régulière | Saison régulière | Saison régulière |   | Séries éliminatoires | Séries éliminatoires | Séries éliminatoires | Séries éliminatoires | Séries éliminatoires |
| Saison     | Équipe                      | Ligue       | PJ  | B                | A                | Pts              | Pun              | PJ               | B | A                    | Pts                  | Pun                  |                      |                      |
| 1990-1991  | Thunderbirds de Thornhill   | MTJHL       | 44  | 12               | 24               | 36               | 78               | -                | - | -                    | -                    | -                    |                      |                      |
| 1991-1992  | Thunderbirds de Thornhill   | MTJHL       | 56  | 38               | 69               | 107              | 36               | -                | - | -                    | -                    | -                    |                      |                      |
| 1992-1993  | Broncos de Western Michigan | NCAA        | 38  | 8                | 17               | 25               | 26               | -                | - | -                    | -                    | -                    |                      |                      |
| 1993-1994  | Broncos de Western Michigan | NCAA        | 40  | 17               | 32               | 49               | 40               | -                | - | -                    | -                    | -                    |                      |                      |
| 1994-1995  | Broncos de Western Michigan | NCAA        | 39  | 13               | 33               | 46               | 40               | -                | - | -                    | -                    | -                    |                      |                      |
| 1995-1996  | Broncos de Western Michigan | NCAA        | 38  | 17               | 22               | 39               | 75               | -                | - | -                    | -                    | -                    |                      |                      |
| 1996-1997  | IceCats de Worcester        | LAH         | 62  | 12               | 14               | 26               | 104              | 5                | 4 | 5                    | 9                    | 4                    |                      |                      |
| 1996-1997  | Blues de Saint-Louis        | LNH         | 6   | 0                | 1                | 1                | 2                | -                | - | -                    | -                    | -                    |                      |                      |
| 1997-1998  | IceCats de Worcester        | LAH         | 61  | 19               | 24               | 43               | 117              | 11               | 3 | 4                    | 7                    | 10                   |                      |                      |
| 1998-1999  | IceCats de Worcester        | LAH         | 20  | 9                | 7                | 16               | 34               | -                | - | -                    | -                    | -                    |                      |                      |
| 1998-1999  | Blues de Saint-Louis        | LNH         | 34  | 4                | 5                | 9                | 40               | 11               | 0 | 1                    | 1                    | 8                    |                      |                      |
| 1999-2000  | Blues de Saint-Louis        | LNH         | 79  | 7                | 10               | 17               | 90               | 7                | 0 | 4                    | 4                    | 2                    |                      |                      |
| 2000-2001  | Blues de Saint-Louis        | LNH         | 77  | 8                | 13               | 21               | 117              | 15               | 2 | 3                    | 5                    | 8                    |                      |                      |
| 2001-2002  | Blues de Saint-Louis        | LNH         | 77  | 9                | 8                | 17               | 99               | 10               | 3 | 0                    | 3                    | 2                    |                      |                      |
| 2002-2003  | Blues de Saint-Louis        | LNH         | 15  | 2                | 5                | 7                | 8                | -                | - | -                    | -                    | -                    |                      |                      |
| 2003-2004  | Blues de Saint-Louis        | LNH         | 80  | 6                | 5                | 11               | 91               | 5                | 0 | 0                    | 0                    | 0                    |                      |                      |
| 2004-2005  | Hammarby IF                 | Allsvenskan | 19  | 9                | 13               | 22               | 36               | -                | - | -                    | -                    | -                    |                      |                      |
| 2004-2005  | River Otters du Missouri    | UHL         | 13  | 5                | 2                | 7                | 68               | -                | - | -                    | -                    | -                    |                      |                      |
| 2005-2006  | Blues de Saint-Louis        | LNH         | 67  | 15               | 11               | 26               | 129              | -                | - | -                    | -                    | -                    |                      |                      |
| 2006-2007  | Blues de Saint-Louis        | LNH         | 80  | 8                | 14               | 22               | 89               | -                | - | -                    | -                    | -                    |                      |                      |
| 2007-2008  | Blues de Saint-Louis        | LNH         | 80  | 12               | 15               | 27               | 91               | -                | - | -                    | -                    | -                    |                      |                      |
| 2008-2009  | Maple Leafs de Toronto      | LNH         | 71  | 7                | 9                | 16               | 82               | -                | - | -                    | -                    | -                    |                      |                      |
| 2009-2010  | Maple Leafs de Toronto      | LNH         | 44  | 2                | 6                | 8                | 78               | -                | - | -                    | -                    | -                    |                      |                      |
| 2009-2010  | Flames de Calgary           | LNH         | 27  | 1                | 5                | 6                | 53               | -                | - | -                    | -                    | -                    |                      |                      |
| 2010-2011  | Sharks de San José          | LNH         | 78  | 3                | 11               | 14               | 124              | 12               | 0 | 0                    | 0                    | 12                   |                      |                      |
| 2011-2012  | Blackhawks de Chicago       | LNH         | 81  | 6                | 9                | 15               | 91               | 3                | 0 | 0                    | 0                    | 0                    |                      |                      |
| 2012-2013  | Blackhawks de Chicago       | LNH         | 19  | 0                | 2                | 2                | 16               | -                | - | -                    | -                    | -                    |                      |                      |
| Totaux LNH | Totaux LNH                  | Totaux LNH  | 915 | 90               | 129              | 219              | 1 200            | 63               | 5 | 8                    | 13                   | 32                   |                      |                      |

### En équipe nationale
| Année | Équipe | Compétition          |   | PJ | B | A | Pts | Pun               |  | Résultats |
| 2000  | Canada | Championnat du monde | 7 | 0  | 1 | 1 | 2   | 4e position       |  |           |
| 2007  | Canada | Championnat du monde | 9 | 4  | 1 | 5 | 8   | Médaille d'or     |  |           |
| 2008  | Canada | Championnat du monde | 9 | 2  | 3 | 5 | 2   | Médaille d'argent |  |           |

## Transactions en carrière
- 19 juin 2008 : échangé aux Maple Leafs de Toronto par les Blues de Saint-Louis en retour du choix de 3e ronde des Panthers de la Floride (acquis précédemment, Saint-Louis sélectionne James Livingston) lors du repêchage d'entrée dans la LNH en 2008.
- 31 janvier 2010 : échangé par les Maple Leafs avec Ian White, Niklas Hagman et Matt Stajan aux Flames de Calgary en retour de Dion Phaneuf, Fredrik Sjöström et Keith Aulie.
- 4 août 2010 : signe en tant qu'agent libre avec les Sharks de San José.
- 1er juillet 2011 : signe en tant qu'agent libre avec les Blackhawks de Chicago.